# Grand Prix Pino Cerami 2024
La 55e édition de Grand Prix Pino Cerami a lieu le 28 septembre 2024 entre Mons et Frameries, dans la province du Hainaut, en Belgique. Elle fait partie du calendrier UCI Europe Tour 2024 en catégorie 1.2.
Les éditions de 2020, 2021 et 2022 n'avaient pas été organisées.

## Équipes
| ProTeams (2)- TDT-Unibet - Corratec-Vini Fantini Équipes continentales (13)- Wanty-Re Uz-Technord - Uno-X Mobility Development Team - Alpecin-Deceuninck Development Team - Israel Premier Tech Academy - Bingoal WB Devo Team - Philippe Wagner-Bazin - Volkerwessels Cycling Team - Metec-Solarwatt p/b Mantel - Team Felt Felbermayr - Lillehammer CK Continental Team - Diftar Continental Cycling Team - Novapor Speedbike - Tarteletto-Isorex Équipes régionales et de clubs (9)- Foran CCC - Entente cycliste de Wallonie - SCO Dijon - Mini Discar Cycling Team - Urbano-Vulsteke Cycling Team - Team Snooze-VSD - Spirit TBW Stuart Hall Cycling - LRG-Cycling Team - ESEG Douai-Origine Cycles |
| |

## Classement final
| \| Classement général \| Classement général \| Classement général \| Classement général \| Classement général \| \| Coureur \| Coureur \| Pays \| Équipe \| Temps \| \| ------------------ \| ------------------ \| ------------------ \| ----------------------------------- \| ------------------ \| \| 1er \| Sente Sentjens \| Belgique \| Alpecin-Deceuninck Development Team \| 3 h 24 min 58 s \| \| 2e \| Tom Van Asbroeck \| Belgique \| Israel-Premier Tech \| + 0 s \| \| 3e \| Andreas Stokbro \| Danemark \| TDT-Unibet \| + 0 s \| |                  |          |                                     |                 |
| |                  |          |                                     |                 |
| Source : ProCyclingStats |                  |          |                                     |                 |
| Classement général |                  |          |                                     |                 |
| Coureur | Coureur          | Pays     | Équipe                              | Temps           |
| 1er | Sente Sentjens   | Belgique | Alpecin-Deceuninck Development Team | 3 h 24 min 58 s |
| 2e | Tom Van Asbroeck | Belgique | Israel-Premier Tech                 | + 0 s           |
| 3e | Andreas Stokbro  | Danemark | TDT-Unibet                          | + 0 s           |